# Josep Lluís Postigo i Garcia
Josep Lluís Postigo i Garcia (Sant Gregori, Gironès, 12 d'agost de 1966) és un advocat i polític català, diputat al Parlament de Catalunya en la VII i VIII Legislatures.
Es llicencià en dret per la Universitat Autònoma de Barcelona, on ha fet un postgrau en dret urbanístic. Actualment exerceix d'advocat i és membre del Col·legi d'Advocats de Girona.
El 1994 ingressà a Iniciativa per Catalunya - Verds (ICV), grup amb el que ha estat regidor de l'Ajuntament de Llagostera (1995-1999), conseller comarcal del Gironès per ICV (1995-1999) i per l'Associació d'Agrupacions d'Electors del Gironès (AAEG) (1999-2003) i president del complex per a la gestió i el tractament de residus de Solius (2001-2007). Ha estat diputat a les eleccions al Parlament de Catalunya de 2003 i 2006 per ICV, alcalde de Llagostera el 2003-2007, actualment n'és regidor.